# アシュボーンのカレン男爵
アシュボーンのカレン男爵（英: Baron Cullen of Ashbourne）はイギリスの男爵、貴族。連合王国貴族爵位。実業家ブライエン・コケイン（実父は系譜学者ジョージ・エドワード・コケイン）が1920年に叙されたことに始まる。
コケイン家に男爵位以外に保持する爵位はない。

## 歴史

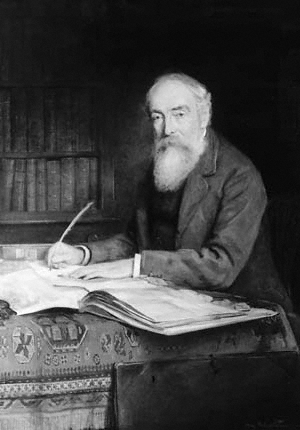
G.E.コケイン

ジョージ・エドワード・アダムス(1825-1911)は『完全貴族名鑑』を執筆した系譜学者で、彼は古いアイルランド貴族のカレン子爵家出身の母を持つ人物である。彼はその母の要望で1873年に勅許を得て「コケイン(Cokayne)」姓に改姓している。
その六男にあたるブライエン・コケイン(1864-1922)はイングランド銀行総裁を務めた実業家である。彼は1920年4月21日に連合王国貴族として「サリー州ローハンプトンの,アシュボーンのカレン男爵(Baron Cullen of Ashbourne, of Roehampton in the County of Surrey)」に叙せられた。この叙爵にはかつて途絶えたカレン子爵家の再興の意味合いも兼ねていた。
その息子の2代男爵チャールズ(1912-2000)は侍従たる議員やシティ・オブ・ロンドン統監を務めている。彼には男子がなかったため、弟エドマンドが爵位を継承した。
3代男爵エドマンド(1916-2016)にも子がなかったため、甥のマイケルが爵位を襲った。
その4代男爵マイケル(1950-)が2020年現在の男爵家現当主である。

一族のモットーは、『逆境における勇気(Virtus In Arduis)』。

## アシュボーンのカレン男爵(1920年)
- 初代アシュボーンのカレン男爵ブライエン・イブリカン・コケイン（英語版） (1864–1932)
- 第2代アシュボーンのカレン男爵チャールズ・ボーレイス・マーシャム・コケイン (1912–2000)
- 第3代アシュボーンのカレン男爵エドマンド・ウィロビー・マーシャム・コケイン (1916–2016)
- 第4代アシュボーンのカレン男爵マイケル・ジョン・コケイン (1950 - )

法定推定相続人及び推定相続人の存在は明らかになっていない。

### 註釈
1. ↑  カレン子爵家は1642年に創設されたアイルランド貴族の家系だったが、1810年に6代子爵の死をもって廃絶していた[1]。